# Eheverbot
Eheverbot (umgangssprachlich auch Heiratsverbot) nennt man Rechtsvorschriften, die für bestimmte Paarkonstellationen die Eheschließungsfreiheit einschränken. Die Entsprechung des Eheverbots im kirchlichen Recht wird Ehehindernis genannt.

## Deutschland

### Reichspersonenstandsgesetz
Die erste reichsweit einheitlich geltende Regelung zu Eheverboten enthielt das Gesetz über die Beurkundung des Personenstandes und die Eheschließung vom 6. Februar 1875. Gem. § 33 war die Ehe verboten „zwischen:
- Verwandten in auf- und absteigender Linie,
- voll- und halbbürtigen Geschwistern,
- Stiefeltern und Stiefkindern, Schwiegereltern und Schwiegerkindern jeden Grades, ohne Unterschied, ob das Verwandtschafts- oder Schwägerschaftsverhältniß auf ehelicher oder außerehelicher Geburt beruht und ob die Ehe, durch welche die Stief- oder Schwiegerverbindung begründet wird, noch besteht oder nicht,
- Personen, deren eine die andere an Kindesstatt angenommen hat, so lange dieses Rechtsverhältniß besteht,
- einem wegen Ehebruchs Geschiedenen und seinem Mitschuldigen.“ In diesem Falle war Dispensation zulässig.

### Bürgerliches Gesetzbuch (BGB)

#### Eheverbote
Das Eheschließungsrecht wurde zum 1. Januar 1900 in das Bürgerliche Gesetzbuch übernommen. §§ 1309 bis 1315 BGB enthielten die Eheverbote, die überwiegend auf christlich-abendländischen Vorstellungen von der Einehe, der vom Sittengesetz beherrschten Institution der Ehe sowie dem Inzestverbot des Alten Testaments und der jeweiligen Sexualmoral  beruhten. Geregelt waren:
- Verbot der Doppelehe (§ 1309 BGB)
- Verbot der Verwandtenehe, auch mit angenommenen Kindern (§ 1311 BGB) und bei sog. Geschlechtsgemeinschaft (§ 1310 BGB),[6][7]
- Eheverbot nach Ehebruch (§ 1312 BGB)
- Wartefrist nach Auflösung einer früheren Ehe für Frauen (§ 1313 BGB)
- Erlaubnisvorbehalte für Verwitwete mit minderjährigen Kindern, Militärpersonen, Beamte und Ausländer (§§ 1314, 1315 BGB).

Bis 1976 war die Eheschließung zwischen einem wegen Ehebruchs geschiedenen Ehegatten und demjenigen, mit welchem er Ehebruch begangen hatte, sowie zwischen Personen, von denen die eine mit Eltern, Voreltern oder Abkömmlingen der anderen „Geschlechtsgemeinschaft“ gepflogen hatte, verboten. Seit 1938 konnte jedoch in beiden Fällen Dispens erteilt werden. Diese Eheverbote wurden im Hinblick auf die in Art. 6 Abs. 1 GG gewährleistete Eheschließungsfreiheit beseitigt.
Um Unklarheiten hinsichtlich der Abstammungen eines Abkömmlings zu mindern, durfte eine Frau erst 10 Monate nach der Aufhebung oder Nichtigerklärung ihrer Ehe erneut heiraten. Von dieser Wartefrist, insbesondere vor Ablauf des Trauerjahrs musste gegebenenfalls Dispens erteilt werden, es sei denn, dass die Frau inzwischen geboren hatte. Diese Vorschrift ist wegen der inzwischen entwickelten Abstammungsfeststellungsverfahren hinfällig geworden und wurde 1998 abgeschafft.

#### Binationale Ehen
Siehe auch: Internationales Privatrecht; Eherecht
Deutsche Gerichte und Behörden – insbesondere die Standesämter – prüfen für jeden Verlobten die Eheverbote nach dem Recht desjenigen Staates, dem der Verlobte angehört (Art. 13 Abs. 1 EGBGB). Der Standesbeamte hat die Pflicht, von Amts wegen vor der Eheschließung die Ehehindernisse zu prüfen (§ 13 Abs. 2 PStG). Bei der Nottrauung darf er ausnahmsweise darauf verzichten (§ 13 Abs. 3 PStG). Ist der Verlobte Deutscher, so finden die deutschen Vorschriften Anwendung. Ist der Verlobte Ausländer, muss für die Beurteilung der Eheverbote sein Heimatrecht zugrunde gelegt werden. Damit der Standesbeamte prüfen kann, ob bei einem ausländischen Verlobten Eheverbote zutreffen, soll dieser nach § 1309 Abs. 1 BGB ein Ehefähigkeitszeugnis einer inneren Behörde seines Heimatstaates beibringen. Kann der Ausländer nach seinem Heimatrecht keine Ehe schließen, ist eine Heirat in Deutschland dennoch möglich, wenn einer der Verlobten Deutscher ist oder seinen gewöhnlichen Aufenthalt in Deutschland hat, die Verlobten alle zumutbaren Schritte zur Erfüllung der rechtlichen Voraussetzungen unternommen haben und die Versagung des Eheschlusses unvereinbar mit der deutschen ordre public (Art. 6 EGBGB) wäre. Der Gesetzgeber darf jedoch Ehehindernisse schaffen, um die das Institut der Ehe im Sinne der Verfassung bestimmenden Strukturprinzipien zu gewährleisten.
Eine frühere Ehe steht der Wiederverheiratung insbesondere dann nicht entgegen, wenn in Deutschland die frühere Ehe beseitigt (v. a. Scheidung, Aufhebung) oder der frühere Ehegatte für tot erklärt wurde, dieser Rechtsakt aber im Heimatland des Verlobten nicht anerkannt wurde. Das deutsche Recht räumt damit der Eheschließungsfreiheit Vorrang vor dem internationalen Entscheidungseinklang ein. Das hat unter Umständen aber zur Folge, dass eine in Deutschland geschlossene Ehe im Heimatland eines Ehegatten als unwirksam betrachtet wird („hinkende Ehe“).
Der Standesbeamte muss seine Mitwirkung an der Eheschließung unterlassen, wenn die Ehe wegen eines Mangels beim deutschen Verlobten offenkundig nach § 1314 Abs. 2 BGB aufhebbar wäre. Bei einem ausländischen Verlobten richtet sich auch das Eheverbotsrecht nach seinem Heimatrecht.
Lehnt der Standesbeamte die Vornahme der Eheschließung ab, ist hiergegen gerichtliche Entscheidung gegeben. Auch der Standesbeamte selbst kann das Gericht anrufen (§ 49 PStG). Zuständiges Personenstandsgericht ist das Amtsgericht am Sitz des Landgerichtes. Die örtliche Zuständigkeit wird durch den Sitz des Standesbeamten bestimmt, der die angefochtene Verfügung erlassen oder die Sache dem Gericht zur Entscheidung vorgelegt hat. Das Gericht kann den Standesbeamten anweisen, die Eheschließung zu beurkunden.

### Ehegesetz 1938
Nach dem Gesetz zur Vereinheitlichung des Rechts der Eheschließung und der Ehescheidung im Lande Österreich und im übrigen Reichsgebiet, in Kraft getreten am 1. August 1938, gingen die Vorschriften jenes Gesetzes über die Eheschließung dem Bürgerlichen Gesetzbuch vor. Die Eheverbote wurden aus dem BGB herausgelöst und waren fortan in §§ 4 bis 14 des Ehegesetzes speziell geregelt.
Von dem Verbot der Verwandtenehe konnte bei Schwägerschaft befreit werden (§§ 7 Abs. 3, 131  EheG). Das Eheverbot der Geschlechtsgemeinschaft entfiel.
Rassisch bzw. erbbiologisch begründet waren die Eheverbote wegen „Blutsverschiedenheit“ (§ 4 EheG) und wegen „Mangel der  Ehetauglichkeit“ (§ 5 EheG). Die (weitere) Mitgliedschaft in der SS hing von einer „allein nach rassischen und erbgesundheitlichen Gesichtspunkten zu erteilenden Heiratsgenehmigung“ ab. Angehörige der SS bedurften analog § 13 EheG der Heiratserlaubnis.

#### „Blutsverschiedenheit“
Das Verbot von Eheschließungen zwischen Staatsangehörigen deutschen oder artverwandten Blutes und Personen artfremden Blutes bestimmten sich nach dem Gesetz zum Schutz des deutschen Blutes und der deutschen Ehre (sog. Blutschutzgesetz, „BlutschutzG“) und den dazu ergangenen Durchführungsverordnungen, auf die das Ehegesetz verwies.
Nach dem sog. Blutschutzgesetz waren seit September 1935 nicht nur Mischehen und der außereheliche Verkehr zwischen „Juden und  Staatsangehörigen deutschen oder artverwandten Blutes“ verboten, Verstöße wurde auch als sog. Rassenschande mit Zuchthaus oder Gefängnis bestraft. Dennoch geschlossenen Ehen waren nichtig, auch wenn sie im Ausland geschlossen worden waren. 

#### „Mangel der Ehetauglichkeit“
Das Verbot von Eheschließungen, die aus Gründen der Volksgesundheit unerwünscht sind, bestimmte sich nach dem Gesetz zum Schutze der Erbgesundheit des deutschen Volkes (Ehegesundheitsgesetz), worauf das Ehegesetz ebenfalls verweis.
Besaß nicht zumindest der männliche Verlobte eine fremde Staatsangehörigkeit, durfte eine Ehe seit Oktober 1935 nicht geschlossen werden, wenn
- einer der Verlobte an einer ansteckenden Krankheit litt, die eine erhebliche Schädigung des anderen Teils oder der Nachkommen befürchten ließ
- einer der Verlobten entmündigt war oder unter vorläufiger Vormundschaft stand
- einer der Verlobten an einer geistigen Störung litt, die die Eheschließung für die Volksgemeinschaft unerwünscht erscheinen ließ
- einer der Verlobten an einer Erbkrankheit im Sinne des Gesetzes zur Verhütung erbkranken Nachwuchses litt, es sei denn, der andere Verlobte war unfruchtbar (§ 1 Ehegesundheitsgesetz).

Vor der Eheschließung sollten gem. § 2 des Ehegesundheitsgesetzes alle Verlobten durch ein Ehetauglichkeitszeugnis des Gesundheitsamts nachweisen, dass keines dieser Ehehindernisse vorlag. Die Vorschrift ist jedoch mangels Bestimmung durch den Reichsminister des Innern nie in Kraft gesetzt worden. Es verblieb bei der Vorlage „in Zweifelsfällen“ (§ 8 Abs. 2 Ehegesundheitsgesetz).
Die Erste Verordnung zur Durchführung des Ehegesundheitsgesetzes vom 29. November 1935 enthielt nähere Bestimmungen über die Ausstellung durch die „Beratungsstelle für Erb- und Rassenpflege“. Vorab mussten sich die Verlobten amtsärztlich untersuchen lassen. Das Aufgebot durfte erst bestellt werden, wenn dem Standesbeamten ein Ehetauglichkeitszeugnis vorgelegt werden konnte.

### Ehegesetz 1946
Das „BlutschutzG“ wurde 1945 durch das Kontrollratsgesetz Nr. 1 aufgehoben. 
Das Kontrollratsgesetz Nr. 16 vom 20. Februar 1946 – Ehegesetz hob das Ehegesetz von 1938 auf.
§ 79 des EheG 1946 führte zur Aufhebung des „Ehegesundheitsgesetzes“, der Wiedereinführung des Eheverbots der Geschlechtsgemeinschaft (§ 4 Absatz 2 EheG 1946) und zum Außerkrafttreten der Heiratserlaubnisse für Soldaten und bestimmte Beamtengruppen.

### Familiengesetzbuch (DDR)
Die Eheverbote waren seit dem 1. April 1966 in § 8 des Familiengesetzbuchs geregelt. Zugleich trat das 4. Buch des Bürgerlichen Gesetzbuches außer Kraft. Die Vorschrift lautete:

„§ 8. Eheverbote. Eine Ehe darf nicht schließen:

1. wer schon verheiratet ist,

2. wer mit dem anderen in gerader Linie verwandt oder dessen Bruder, Schwester, Halbbruder oder Halbschwester ist,

3. wer mit dem anderen in einem durch die Annahme an Kindes Statt begründeten Eltern-Kind-Verhältnis steht,

4. wer entmündigt ist.“

Von dem Eheverbot wegen Entmündigung konnte nach einer Verordnung aus dem Jahr 1955 in Ausnahmefällen der Rat des Bezirkes Befreiung erteilen. Das Familiengesetzbuch sah diese Möglichkeit nicht mehr vor.

### Eheschließungsrechtsgesetz 1998
Nach der deutschen Wiedervereinigung wurde das EheG 1946 aufgehoben und die Vorschriften über die Eheschließung wieder in das BGB eingefügt und vereinheitlicht.
Im deutschen Recht bestehen seit 1998 nur noch wenige Eheverbote, die in den §§ 1306 ff. BGB aufgezählt sind.
- Verbot der Eheschließung bei bestehender Ehe (Doppelehe; strafbar gemäß § 172 StGB) oder Lebenspartnerschaft (Verbot der Bi- und Polygamie) – § 1306 BGB
- Verbot der Verwandtenheirat.[25][26]
  - Eine Ehe darf nicht geschlossen werden zwischen Verwandten gerader Linie und zwischen voll- oder halbbürtigen Geschwistern – natürliche Verwandtschaft, § 1307 BGB
  - Das Verbot der Verwandtenheirat gilt für adoptierte Kinder auch im Verhältnis zu den Adoptiveltern und deren Verwandten (rechtliche Verwandtschaft). Besteht die Verwandtschaft durch Adoption in der Seitenlinie (Geschwister), kann vom Eheverbot Befreiung erteilt werden. – § 1308 BGB

Der Standesbeamte, bei dem die Eheschließung angemeldet ist, hat zu prüfen, ob der Eheschließung ein Hindernis entgegensteht. Reichen die von den Eheschließenden nach § 12 Abs. 2 PStG vorgelegten Urkunden nicht aus, so haben sie weitere Urkunden oder sonstige Nachweise vorzulegen (§ 13 Abs. 1 PStG). Wird bei der Prüfung der Ehevoraussetzungen ein Ehehindernis festgestellt, darf die Eheschließung nicht vorgenommen werden (§ 13 Abs. 4 PStG).
Eine entgegen einem Eheverbot geschlossene Ehe ist gleichwohl wirksam, jedoch mit dem Makel der Aufhebbarkeit behaftet (§ 1314 Abs. 1 Nr. 2 BGB). Sie kann mit Ausnahme des Falles der Adoptivverwandtschaft mit Hilfe eines so genannten „Eheaufhebungsverfahrens“ (§§ 1313 ff. BGB) aufgehoben werden.
Nicht mehr vorhanden sind die Einwilligungsvorbehalte des Dienstherrn bei Beamten und des Kommandeurs bei Soldaten.

### Gleichgeschlechtliche Paare
Nach dem traditionellen Eheverständnis kam der Geschlechtsverschiedenheit der Ehegatten prägende Bedeutung zu. Ebenso galt sie lange Zeit als notwendige Voraussetzung der Ehe im Sinne des Art. 6 Abs. 1 GG, so dass gleichgeschlechtlichen Partnerschaften vom Ehebegriff ausgeschlossen waren. Bei der Verabschiedung des Grundgesetzes galt Homosexualität als sittenwidrig und war in § 175 f. StGB mit einem strafrechtlichen Verbot belegt. Im Zuge der Aufhebung des strafrechtlichen Totalverbots von männlicher Homosexualität im Jahre 1969 änderte sich die rechtliche Praxis und nahm schrittweise die gesellschaftliche Stigmatisierung ab. 
Nachdem ab dem Jahr 2001 gleichgeschlechtliche Paare zunächst eine eingetragene Lebenspartnerschaft begründen konnten, wurde mit dem Gesetz zur Einführung des Rechts auf Eheschließung für Personen gleichen Geschlechts zum 1. Oktober 2017 die Ehe-Definition als Lebensgemeinschaft zweier Personen verschiedenen oder gleichen Geschlechts erweitert (Ehe für alle, § 1353 Abs. 1 Satz 1 BGB).

## Österreich

### Allgemeines bürgerliches Gesetzbuch (ABGB)
Das Josephinische Ehepatent von 1783 hatte erstmals das kirchliche Eherecht durch ein staatliches abgelöst.
Nach dem Allgemeinen bürgerlichen Gesetzbuch vom 1. Juni 1811 (AGBG) konnte jedermann einen Ehevertrag schließen, „in so fern ihm kein gesetzliches Hinderniß im Wege stand “(§ 47 ABGB).
- Rasende, Wahnsinnige, Blödsinnige und Unmündige sind außer Stande, einen gültigen Ehevertrag zu errichten (§ 48 ABGB).
- Minderjährige oder auch Volljährige, welche aus was immer für Gründen für sich allein keine gültige Verbindlichkeit eingehen können, sind auch unfähig, ohne Einwilligung ihres ehelichen Vaters sich gültig zu verehelichen (§ 49 ABGB).
- Das immerwährende Unvermögen die eheliche Pflicht zu leisten, war ein Ehehinderniß, wenn es schon zur Zeit des geschlossenen Ehevertrages vorhanden war (§ 60 ABGB).
- Ein zur schwersten oder schweren Kerkerstrafe verurtheilter Verbrecher kann von dem Tage des ihm angekündigten Urtheiles, und so lange seine Strafzeit dauert, keine gültige Ehe eingehen (§ 61 ABGB).
- Ein Mann darf nur mit Einem Weibe, und ein Weib darf nur mit Einem Manne zu gleicher Zeit vermählet seyn. Wer schon verehelichet war und sich wieder verehelichen will, muß die erfolgte Trennung, das ist, die gänzliche Auflösung des Ehebandes, rechtmäßig beweisen (§ 61 ABGB).
- Geistliche, welche schon höhere Weihen empfangen; wie auch Ordenspersonen von beyden Geschlechtern, welche feyerliche Gelübde der Ehelosigkeit abgelegt haben, können keine gültigen Ehevertrage schließen (§ 63 ABGB).
- Eheverträge zwischen Christen und Personen, welche sich nicht zur christlichen Religion bekennen, können nicht gültig eingegangen werden (§ 64 ABGB). Insbesondere die Eheschließung zwischen Christen und Juden war nicht möglich. Sie wurde auch von jüdischen Rechtsgelehrten grundsätzlich abgelehnt. Die Eheschließung unter Juden bedurfte einer besonderen staatlichen Bewilligung.[30] Wenn eine katholische und eine nicht katholische Person (evangelische und orthodoxe Christen, die sog. Akatholiken) sich verehelichen, so muß die Einwilligung vor dem katholischen Pfarrer in Gegenwart zweyer Zeugen erklärt werden; doch kann auf Verlangen des anderen Theiles auch der nicht katholische Seelsorger bey dieser feyerlichen Handlung erscheinen (§ 77 ABGB).
- Zwischen Verwandten in auf- und absteigender Linie; zwischen voll- und halbbürtigen Geschwistern; zwischen Geschwisterkindern; wie auch mit den Geschwistern der Aeltern, nähmlich mit dem Oheim und der Muhme väterlicher und mütterlicher Seite kann keine gültige Ehe geschlossen werden; es mag die Verwandtschaft aus ehelicher oder unehelicher Geburt entstehen (§ 65 ABGB).
- Eine Ehe zwischen zwey Personen, die mit einander einen Ehebruch begangen haben, ist ungültig (§ 67 ABGB). Wenn zwey Personen, auch ohne vorher gegangenen Ehebruch, sich zu ehelichen versprochen haben, und wenn, um die Absicht zu erreichen, auch nur eine von ihnen dem Gatten, der ihrer Ehe im Wege stand, nach dem Leben gestellet hat; so kann zwischen denselben auch dann, wenn der Mord nicht wirklich vollbracht worden ist, eine gültige Ehe nicht geschlossen werden (§ 68 ABGB).

Mit dem Österreichischen Konkordat von 1933 fiel die Eherechtskompetenz für Katholiken wieder an die Kirche.
Bis 1938 galt in Österreich – außer im Burgenland, welches bis 1918 Teil des Königreichs Ungarn gewesen war – für Katholiken die Unscheidbarkeit der Ehe. Auch durch einen späteren Kirchenaustritt wurde die einmal als unscheidbar eingegangene Ehe nicht scheidbar. Einige Verwaltungsbehörden (insbesondere in Niederösterreich und Wien) haben aber in den 1920er Jahren damit begonnen, in bestimmten Fällen eine Befreiung vom Eheverbot der bestehenden Ehe zu erteilen, wenn eine gerichtliche Trennung von Tisch und Bett (damals in Österreich „Scheidung“ genannt, während die für Nichtkatholiken mögliche Scheidung damals „Ehetrennung“ hieß) vorlag. Meist wurden für eine solche Dispensehe weitere Bedingungen gemacht, so z. B. dass keiner der Partner der neuen Ehe noch katholisch sein durfte. Die aufgrund dieser Befreiung geschlossenen Ehen wurden nach dem damaligen niederösterreichischen Landeshauptmann Albert Sever auch Sever-Ehen genannt. Die Rechtsgültigkeit dieser Ehen war umstritten, der Oberste Gerichtshof hielt sie für nichtig, der Verfassungsgerichtshof für gültig.

### Nationalsozialistisches Ehegesetz 1938
Das Gesetz zur Vereinheitlichung des Rechts der Eheschließung und der Ehescheidung im Lande Österreich führte zum 1. August 1938 in Österreich neben der Zivilehe auch die durch die NS-Ideologie begründeten Ehehindernisse ein. In den §§ 99 ff. enthielt das Gesetz Sondervorschriften für das Land Österreich, etwa für die „mit Nachsicht vom Ehehindernis des Ehebandes geschlossenen Ehen“. Diese galten als von Anfang an gültig. Die weiteren eherechtlichen Bestimmungen des AGBG traten außer Kraft (§ 128 EheG). 

### Ehegesetz seit 1945
Anders als im deutschen Recht wurde in Österreich das Ehegesetz nicht wieder in die zivilrechtliche Kodifikation des ABGB integriert.
Es gelten folgende Eheverbote des Ehegesetzes von 1938 fort:
- Verbot der Doppelehe (Verbot der Bi- und Polygamie) – § 8 EheG
- Verbot der Verwandtenheirat. Eine Ehe darf nicht geschlossen werden zwischen Blutsverwandten in gerader Linie sowie zwischen voll- oder halbbürtigen Geschwistern – § 6 EheG
- Das Verbot der Verwandtenheirat gilt auch zwischen einem adoptierten Kind und seinen Abkömmlingen einerseits und jedem Adoptivelternteil andererseits, solange das Adoptionsrechtsverhältnis besteht  § 10 EheG

Eine den Verboten der §§ 6 oder 8 EheG zuwider eingegangene Ehe ist nichtig; eine dem Verbot des § 10 EheG zuwider eingegangene Ehe ist jedoch weder nichtig noch aufhebbar.
Seit 2019 dürfen in Österreich auch gleichgeschlechtliche Paare heiraten sowie verschiedengeschlechtliche Paare eine eingetragene Partnerschaft eingehen. Für binationale Paare besteht das Eheverbot jedoch fort.
Zur Bekämpfung von Kinder- und Zwangsehen soll die Eheschließung Minderjähriger unter 18 Jahren künftig nicht mehr möglich sein. Außerdem soll das Verbot der Eheschließung sowie der Begründung eingetragener Partnerschaften auf Verwandte bis zum vierten Grad der Seitenlinie ausgeweitet werden.

## Vereinigte Staaten von Amerika
Im Jahr 1967 hob der Oberste Gerichtshof ein auf der Rassentrennung beruhendes Eheverbot zwischen weißen und nichtweißen Partnern im US-Bundesstatt Virginia auf (Loving v. Virginia).

## Afghanistan

### Schiitische Afghanen
Wie in den meisten Rechtsordnungen der islamischen Welt ist auch nach dem Schiitischen Personalstatutsgesetz von 2009 die Eheschließung eines muslimischen Mannes mit einer Frau, die nicht Angehörige einer Buchreligion ist, und die Eheschließung einer muslimischen Frau mit einem Nichtmuslim in Afghanistan nichtig, wobei kein Unterschied zwischen Unglaube und Abfall vom Glauben gemacht wird. Gleichgeschlechtliche Handlungen vor der Eheschließung führen zu einem Eheverbot für die ausführende Person, unabhängig davon, ob es sich um den aktiven oder den passiven Part handelt oder sie geisteskrank, minderjährig, volljährig oder sonstiges ist.

### Andere religiöse Gruppen in Afghanistan
Alle sunnitischen Afghanen und Angehörige anderer Religionen unterliegen den Regelungen des afghanischen Zivilgesetzbuches (qânûn-e madanî).
Dauerhafte Eheverbote sind in Art. 81–84 ZGB geregelt. Sie können bestehen wegen Blutsverwandtschaft, Schwägerschaft, wegen außerehelichen Geschlechtsverkehrs und der sog. Milchverwandtschaft. Eine „Milchverwandtschaft“ entsteht durch das Stillen eines Säuglings durch eine andere Frau als seine leibliche Mutter und zieht dieselben Eheverbote nach sich wie die Blutsverwandtschaft. Auch der Ausspruch eines sogenannten Verwünschungseids (Talāq) begründet ein Eheverbot. Hat der Ehemann seine Ehefrau des Ehebruchs bezichtigt und seine Behauptung durch einen Verwünschungseid bekräftigt und wird die Ehe daraufhin geschieden, muss der Ehemann gemäß Art. 85 Nr. 4 ZGB die Beschuldigung zurücknehmen, wenn er erneut mit derselben Frau die Ehe eingehen will.